# Вершино-Дарасунський
Верши́но-Дарасу́нський (рос. Вершно-Дарасунский) — селище міського типу у складі Тунгокоченського району Забайкальського краю, Росія. Адміністративний центр Вершино-Дарасунського міського поселення.

## Населення
Населення — 5946 осіб (2010; 6743 у 2002).